# Роберто Фирмино
Робе́рто Фирми́но Барбо́за де Оливе́йра (порт. Roberto Firmino Barbosa de Oliveira; род. 2 октября 1991, Масейо) — бразильский футболист, атакующий полузащитник, нападающий катарского клуба «Аль-Садд».
Фирмино — воспитанник бразильского клуба «КРБ», откуда перешёл в «Фигейренсе» в 2007 году. С 2011 года являлся игроком «Хоффенхайма», в сезоне 2013/14 забил 22 гола в 37 матчах, став самым результативным полузащитником немецкого первенства. В июне 2015 года перешёл в «Ливерпуль» за 41 миллион евро.
С 2014 года Фирмино выступает в составе сборной Бразилии, участник Кубка Америки 2015 года.

## Клубная карьера
Фирмино начинал играть в клубе Томбенсе на позиции опорного полузащитника, откуда в 2010 году ушёл во «Фигейренсе». В сезоне 2010 сыграл 36 матчей в которых забил 8 голов. Своей хорошей игрой привлек внимание «Хоффенхайма».

#### «Хоффенхайм»

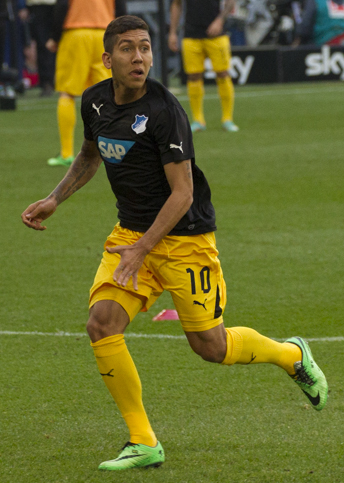
В составе «Хоффенхайма» в 2014 году

В январе 2011 года Фирмино подписал контракт с «Хоффенхаймом» до 2015 года, сумма трансфера составила 4 млн евро. За немецкий клуб Фирмино дебютировал 26 февраля в домашнем поединке 24-го тура против «Майнца», который завершился поражением со счётом 1:2. Бразилец вышел на поле на 75-й минуте, заменив Себастьяна Руди. А первый свой гол он забил в 30-м туре в ворота «Айнтрахта». Этот гол стал единственным в поединке, а потому и победным. За сезон 2010/2011 Фирмино сыграл 11 матчей, в которых отличился 3 раза.
Начало сезона 2011/2012 для него выдалось хорошим. 17 сентября в матче 6 тура оформил дубль в ворота «Вольфсбурга». Тем самым, забив 4 гола за последние 3 матча.

### «Ливерпуль»

##### Адаптация в Англии (2015—2017)
23 июня 2015 года «Хоффенхайм» и Фирмино согласовали условия его перехода в клуб Премьер-лиги «Ливерпуль» за 41 миллион евро по завершении сезона. «Ливерпуль» подтвердил подписание на следующий день при условии прохождения медицинского обследования. Сделка была завершена 4 июля. Фирмино дебютировал 9 августа, заменив Джордона Айба на последние 12 минут в матче, закончившемся победой со счетом 1:0 над «Сток Сити». 21 ноября Фирмино забил свой первый гол за «Ливерпуль» и третий в матче против «Манчестер Сити» на стадионе «Этихад». Встреча закончилась разгромом «горожан» со счетом 1:4. Это произошло после того, как новый тренер Юрген Клопп перевел Фирмино на позицию центрфорварда вместо Кристиана Бентеке. В январе 2016 года Пол Литтл из Irish Examiner описал Фирмино как игрока, который стабильно улучшал свои показатели в течение своего первого сезона в Англии, хотя его неспособность взаимодействовать с центральным нападающим Кристианом Бентеке вызвала критику.
Однако в 2016 году форма Фирмино улучшилась, поскольку Клопп использовал его одного уже в качестве ложной девятки. В том же месяце он забил два гола в матчах с «Арсеналом» и «Норвич Сити». Благодаря улучшению своей формы Фирмино был признан игроком месяца «Ливерпуля» в январе. 10 марта он забил свой первый гол в Лиге Европы за «Ливерпуль» в победе со счетом 2:0 над соперниками «Манчестер Юнайтед» на «Энфилде». Фирмино закончил сезон как лучший бомбардир «Ливерпуля» в лиге с 10 голами.
23 августа Фирмино забил свой первый гол в сезоне 2016/17, забив гол в матче против «Бертон Альбион» (5:0) во втором раунде Кубка Английской футбольной лиги. Фирмино забил свои первые голы в лиге в сезоне 10 сентября в матче против «Лестер Сити» (4:1), оформив дубль. Таким образом, Фирмино стал первым игроком, забившим гол перед новой главной трибуной «Энфилда» в той игре. 29 октября Фирмино забил гол в матче против «Кристал Пэлас» (4:2), а 6 ноября он забил гол в матче против «Уотфорда» (6:1); последний результат позволил «Ливерпулю» подняться на 1-е место в турнирной таблице лиги, впервые при Клоппе. Фирмино закончил сезон с 11 голами в 35 матчах Премьер-лиги и 12 голами в 41 матче во всех соревнованиях.

#### Постепенный взлет карьеры и финал Лиги Чемпионов (2017—2018)
Перед началом сезона 2017/18 в команду пришел Мохаммед Салах, который до этого в «Роме» носил номер 11. Фирмино же взял номер 9, позволив Салаху взять его прошлый номер. Фирмино забил свой первый гол в новом сезоне 12 августа, реализовав пенальти в матче с «Уотфордом», закончившемся вничью со счетом 3:3. 23 августа Фирмино забил гол в ответном матче плей-офф Лиги чемпионов, завершившемся победой со счетом 4:2 над своим бывшим клубом «Хоффенхаймом», а «Ливерпуль» выиграл со счетом 6:3 по сумме двух матчей и вышел в групповой этап Лиги чемпионов. 6 декабря он забил гол в исторической победе со счетом 7:0 над московским «Спартаком» в Лиге чемпионов. 17 декабря он забил гол в выездном матче против «Борнмута», завершившемся со счетом 4:0. В результате «Ливерпуль» стал первой командой в истории Премьер-лиги, которая выиграла четыре выездных матча подряд с разницей не менее чем в три гола.
5 января 2018 года во время матча Кубка Англии против своих соседей из «Эвертона» Фирмино стал предметом спора после столкновения с защитником Эвертона Мейсоном Холгейтом. Холгейт толкнул Фирмино на рекламные щиты, после чего пара обменялась парой ласковых, и Фирмино, по-видимому, оскорбил игрока. После матча Холгейт обвинил Фирмино в расовых оскорблениях, что тот отрицал. Днем позже Футбольная ассоциация начала расследование по этому вопросу. Почти два месяца спустя, после того как они взяли показания у 12 разных игроков, нескольких судей и проконсультировались с двумя португальскими читателями по губам, Футбольная ассоциация сняла с Фирмино все обвинения из-за «недостатка доказательств».
14 января 2018 года Фирмино забил гол в домашнем матче против «Манчестер Сити» (4:3), в результате чего «Ливерпуль» прервал непобедимую серию «Сити» в лиге. 27 января Фирмино забил и промахнулся с пенальти в матче против «Вест Бромвич Альбион» (2:3) в четвертом раунде Кубка Англии. 14 февраля Фирмино забил гол в выездном матче против «Порту» со счетом 5:0 в первом матче 1/8 финала Лиги чемпионов . 10 апреля он забил гол в ответном матче четвертьфинала Лиги чемпионов УЕФА против «горожан», в котором «Ливерпуль» вышел в полуфинал с общим счетом 5:1. 29 апреля Фирмино подписал новый долгосрочный контракт с «Ливерпулем». Фирмино вышел на поле в стартовом составе и отыграл все 90 минут в финале Лиги чемпионов 2018 года, где «Ливерпуль» проиграл «Реалу» со счетом 3:1 (спасибо тебе, Лорис).

##### Победа в Лиге Чемпионов и упущенный титул в Премьер-Лиге (2018—2019)
Пропустив без голов во всех трех матчах, сыгранных в августе, Фирмино забил свой первый гол в сезоне в победе со счетом 2:1 Премьер-лиги над «Лестер Сити» 1 сентября. 15 сентября он забил гол в победе «Ливерпуля» в лиге над «Тоттенхэмом» (2:1) на стадионе «Уэмбли», игре, в которой он покинул поле за 15 минут до конца из-за травмы глаза, полученной в борьбе с Яном Вертонгеном. Три дня спустя он вышел на замену, и в итоге забил победный гол в компенсированное время в победе «Ливерпуля» со счетом 3:2 в Лиге чемпионов против «ПСЖ» на «Энфилде». 29 декабря Фирмино оформил свой первый хет-трик за «Ливерпуль» в победе со счетом 5:1 над «Арсеналом», забив два гола за три минуты и реализовав пенальти во втором тайме. 19 января 2019 года он забил 1000-й гол «Ливерпуля» на «Энфилде» в эпоху Премьер-лиги в победе со счетом 4:3 над «Кристал Пэлас». «Скаузеры» вполне могли выиграть в том сезоне Премьер-Лигу, однако, в частности из-за единственного в том сезоне Премьер-лиги поражения от «Манчестер Сити» (2:1, Фирмино забил единственный гол «мерсисайдцев»), уступили титул последним, отстав лишь на 1 очко.
1 июня Фирмино вышел в старте за «Ливерпуль» в финале Лиги чемпионов 2019 года против «Тоттенхэма», вернувшись после того, как пропустил последние несколько недель сезона из-за травмы. Фирмино отыграл 60 минут, прежде чем был заменен, и «Ливерпуль» выиграл матч со счетом 2:0, завоевав ЛЧ.

##### 2019-2020: Премьер-Лига
14 августа 2019 года Фирмино вышел на замену в матче за Суперкубок УЕФА 2019 года против «Челси» в матче, который «Ливерпуль» выиграл со счетом 5:4 в серии пенальти. Игра закончилась со счетом 2:2 после 120 минут, причем Фирмино отдал оба голевых паса Садио Мане, прежде чем Фирмино забил первый пенальти в последующей серии пенальти. 31 августа Фирмино стал первым бразильским игроком, забившим 50 голов в Премьер-лиге, когда он забил третий гол в победе над «Бернли» со счетом 3:0.
На Клубном чемпионате мира по футболу 2019 в декабре Фирмино забил победный гол в полуфинале против «Монтеррея», завершившемся со счетом 2:1. Он был назван игроком финала три дня спустя после того, как забил победный гол в ворота «Фламенго», благодаря чему «Ливерпуль» впервые выиграл соревнование. Фирмино также выиграл Премьер-лигу 2019/20 в том сезоне.

#### «Аль-Ахли» Джидда
4 июля 2023 года Роберто Фирмино подписал контракт с саудовским клубом Аль-Ахли до 2026 года.

### В сборной
Дебютировал за сборную Бразилии 12 ноября 2014 года в товарищеском матче против Турции (4:0). Свой первый гол за главную команду страны забил 18 ноября 2014 в товарищеском матче против сборной Австрии (2:1)
Летом 2019 года Роберто был приглашён в сборную для участия в Кубке Америки, который состоялся в Бразилии. В третьем матче в группе против Перу, отличился голом на 18-й минуте, а сборная Бразилии победила — 5:0. В полуфинальном матче против Аргентины на 71-й минуте отличился голом и установил окончательный счёт 2:0.

## Статистика

### Клубная статистика
| Выступление      | Выступление      | Выступление      | Лига | Лига | Кубки | Кубки | Еврокубки | Еврокубки | Остальные | Остальные | Итого | Итого |
| Клуб             | Лига             | Сезон            | Игры | Голы | Игры  | Голы  | Игры      | Голы      | Игры      | Голы      | Игры  | Голы  |
| ---------------- | ---------------- | ---------------- | ---- | ---- | ----- | ----- | --------- | --------- | --------- | --------- | ----- | ----- |
| Фигейренсе       | Серия A          | 2009             | 2    | 0    | 0     | 0     | 0         | 0         | 0         | 0         | 2     | 0     |
| Фигейренсе       | Серия A          | 2010             | 36   | 8    | 0     | 0     | 0         | 0         | 15        | 4         | 51    | 12    |
| Фигейренсе       | Итого            | Итого            | 38   | 8    | 0     | 0     | 0         | 0         | 15        | 4         | 53    | 12    |
| Хоффенхайм       | Бундеслига       | 2010/11          | 11   | 3    | 0     | 0     | 0         | 0         | 0         | 0         | 11    | 3     |
| Хоффенхайм       | Бундеслига       | 2011/12          | 30   | 7    | 3     | 0     | 0         | 0         | 0         | 0         | 33    | 7     |
| Хоффенхайм       | Бундеслига       | 2012/13          | 33   | 5    | 1     | 0     | 0         | 0         | 2         | 2         | 36    | 7     |
| Хоффенхайм       | Бундеслига       | 2013/14          | 33   | 16   | 4     | 6     | 0         | 0         | 0         | 0         | 37    | 22    |
| Хоффенхайм       | Бундеслига       | 2014/15          | 33   | 7    | 3     | 3     | 0         | 0         | 0         | 0         | 36    | 10    |
| Хоффенхайм       | Итого            | Итого            | 140  | 38   | 11    | 9     | 0         | 0         | 2         | 2         | 153   | 49    |
| Ливерпуль        | Премьер-лига     | 2015/16          | 31   | 10   | 5     | 0     | 13        | 1         | 0         | 0         | 49    | 11    |
| Ливерпуль        | Премьер-лига     | 2016/17          | 35   | 11   | 6     | 1     | 0         | 0         | 0         | 0         | 41    | 12    |
| Ливерпуль        | Премьер-лига     | 2017/18          | 37   | 15   | 2     | 1     | 15        | 11        | 0         | 0         | 54    | 27    |
| Ливерпуль        | Премьер-лига     | 2018/19          | 34   | 12   | 2     | 0     | 12        | 4         | 0         | 0         | 48    | 16    |
| Ливерпуль        | Премьер-лига     | 2019/20          | 38   | 9    | 2     | 0     | 8         | 1         | 4         | 2         | 52    | 12    |
| Ливерпуль        | Премьер-лига     | 2020/21          | 36   | 9    | 2     | 0     | 9         | 0         | 1         | 0         | 48    | 9     |
| Ливерпуль        | Премьер-лига     | 2021/22          | 20   | 5    | 8     | 1     | 7         | 5         | 0         | 0         | 35    | 11    |
| Ливерпуль        | Премьер-лига     | 2022/23          | 25   | 11   | 2     | 0     | 8         | 2         | 0         | 0         | 35    | 13    |
| Ливерпуль        | Итого            | Итого            | 256  | 82   | 29    | 3     | 72        | 24        | 5         | 2         | 362   | 111   |
| Аль-Ахли         | Про-лига         | 2023/24          | 32   | 9    | 2     | 0     | 0         | 0         | 0         | 0         | 34    | 9     |
| Аль-Ахли         | Про-лига         | 2024/25          | 17   | 5    | 2     | 1     | 12        | 6         | 0         | 0         | 31    | 12    |
| Аль-Ахли         | Итого            | Итого            | 49   | 14   | 4     | 1     | 12        | 6         | 0         | 0         | 65    | 21    |
| Всего за карьеру | Всего за карьеру | Всего за карьеру | 483  | 142  | 44    | 13    | 84        | 30        | 22        | 8         | 633   | 193   |

## Достижения

### Командные
«Ливерпуль»
- Чемпион Англии: 2019/20
- Обладатель Кубка Англии: 2021/22
- Обладатель Суперкубка Англии: 2022
- Победитель Лиги чемпионов УЕФА: 2018/19
- Обладатель Суперкубка УЕФА: 2019
- Обладатель Кубка Футбольной лиги: 2021/22
- Победитель Клубного чемпионата мира по футболу: 2019

«Аль-Ахли»
- Победитель Элитной Лиги чемпионов АФК: 2024/25

Сборная Бразилии
- Обладатель Кубка Америки: 2019
- Серебряный призëр Кубка Америки: 2021

### Личные
- Символическая сборная Лиги чемпионов УЕФА: 2017/18
- Обладатель премии «Золотая самба»: 2018